# نوعی آمریکا
نوعی آمریکا (مجاری: Valami Amerika) یک فیلم کمدی مجارستانی است که در سال ۲۰۰۲ منتشر شد. از بازیگران آن می‌توان به استر اونودی اشاره نمود.